# 熱雷布亞廷
50°12′14″N 30°50′42″E / 50.20389°N 30.84500°E
熱雷布亞廷（羅馬化：Zherebiatyn）是位於烏克蘭北部的村莊，由基辅州鲍里斯皮尔区的沃龍基夫市鎮負責管轄。該村始建於1522年，面積1.12平方公里，海拔高度100米，2001年人口137，人口密度每平方公里122.4人。